# Костянтинівка (Новоархангельський район)
Костянтинівка — колишнє село в Україні, підпорядковувалося Мартинівській сільській раді Новоархангельського району Кіровоградської області.
Виключене з облікових даних рішенням Кіровоградської обласної ради від 31 травня 2007 року.